# 防空監視隊
防空監視隊（ぼうくうかんしたい）は、戦争中の日本において、敵機来襲の早期発見（防空）のために設けられた組織。

## 概要
全国各地に設けられた防空監視哨に服務し、敵機を早期発見して各機関に通報するのが主要任務である。1937年（昭和12年）の防空法（昭和12年法律第47号）制定後に組織化され、1941年（昭和16年）12月に防空監視隊令（昭和16年勅令第1136号）で正式に法的根拠が与えられた。
防空監視隊は、各府県毎に数隊設けられ、防空監視隊本部とそれに所属する数か所の防空監視哨によって構成された。警察とは別組織であったが、警察官が隊員を兼務することを認め、また防空法の主務官庁が内務省であったことから、事実上警視庁や府県警察部の指揮監督下にあり、警察署長を通じて権限を行使した。防空監視のための各訓練は軍が直接指導した。
初期の防空監視隊員は、指導者層は在郷軍人や警防団役員、一般隊員は青年学校生徒が主体であったが、戦争の長期化で一般隊員の補充が困難になったため、未婚女性に門戸を開放し、戦争末期には一般隊員の多数が女性で占められるようになった。手塚治虫は旧制高校の受験に失敗した後、勤労奉仕として配属されていた。
1945年（昭和20年）8月15日で、事実上任務が終了し、翌9月に正式に廃止となった。